# The Bruford Tapes
The Bruford Tapes is een livemuziekalbum van de jazzrockformatie Bruford. Het album is eerder opgenomen dan het album Gradually Going Tornado, maar wordt later uitgebracht, als de roep om meer muziek van Bruford dat verlangt. Na dit album wordt niets meer vernomen van Bruford (als band), het project gaat als een nachtkaars uit. The Bruford Tapes zijn live-opnamen van nummers van Feels Good to Me en One of a Kind, opgenomen in My Father’s Place, 
Roslyn (New York) voor radiostation WLIR. Pas in 2006/2007 volgt nog een opname (Rock Goes To College).

## Musici
- John Clark – gitaar
- Jeff Berlin – basgitaar
- Dave Stewart – toetsen
- Bill Bruford – slagwerk

## Composities
1. Hell's bells
2. Sample and hold
3. Fainting in coils
4. Travels with myself and someone else
5. Beelzebub
6. The Sahara of snow (part 1)
7. The Sahara of snow (part 2)
8. One of a kind (part 1)
9. One of a kind (part 2)
10. 5G

Het volgende soloalbum van Bill Bruford heet: If Summer Had Its Ghosts met jazzmusici Ralph Towner en Eddie Gomez uit 1997